# Energy Star Night
Energy Star Night (ehemals Energy Stars for Free) ist eine jährliche Konzertveranstaltung in Zürich. Sie wird seit 2003 von Energy Zürich, seit 2010 zusammen mit Energy Bern und seit 2012 mit Energy Basel organisiert. Dabei treten nationale und internationale, teils namhafte, Musiker auf. Seit 2006 überträgt ProSieben Schweiz den Event live. Die Konzerttickets stehen nicht im Verkauf, sondern werden über Gewinnspiele verlost bzw. verschenkt.
Energy Stars for Free fand erstmals 2003, kurz nach der Lancierung von Energy Zürich, statt. Der damals noch im X-Tra veranstaltete Anlass zählte 1500 Zuschauer. Die zweite Ausgabe fand 2004 vor rund 4500 Besuchern in der Maag EventHall statt. Seit 2005 findet die Konzertreihe im Zürcher Hallenstadion statt und zählt jeweils rund 13'000 Zuschauer. Im Gegensatz zur Energy Fashion Night findet das Energy Stars for Free im Herbst/Winter statt. Im Oktober 2016 kommunizierte der Veranstalter, dass der Event neu in Energy Star Night umbenennt wird.

## Vertretene Künstler
- 2003: (X-Tra am Limmatplatz, Zürich): One-T, Patrick Nuo, Ronan Keating, Stress, Tears, Tiziano Ferro
- 2004: (Maag Event Hall, Zürich, Moderator: Roman Kilchsperger): Ana Johnsson, Baschi, Eskobar, K-Maro, Maria Mena, Myrto, Sens Unik, Shaggy, Tamy, Vanilla Ninja
- 2005: (Hallenstadion, Zürich): Adrian Stern, Baschi, Isabelle Flachsmann, Joana Zimmer, Melanie C, Simon Webbe, Stress, Tamee Harrison, t.A.T.u, Westlife, Wire Daisies
- 2006: (Hallenstadion, Zürich): Daniel Kandlbauer, Gimma, Jan Delay, Kelis, LaFee, Lovebugs, Nova International, Silbermond, Sunrise Avenue, Tiziano Ferro
- 2007: (Hallenstadion, Zürich): Baschi, Bligg, Darin, David Bisbal, Fabienne Louves, Ich + Ich, Marc Sway, Monrose, Peter Cincotti, Seven, Stress, Sugababes
- 2008: (Hallenstadion, Zürich, Moderator: Jonathan Schächter, TV Regie: Marc Schütrumpf): Anastacia, Bligg, Gabriella Cilmi, Huecco, Katy Winter, Laura Pausini, Leona Lewis, Marc Sway, Phenomden, Stefanie Heinzmann, The Script, Tiziano Ferro
- 2009: (Hallenstadion, Zürich, Moderatoren: Jonathan Schächter und Viola Tami, TV Regie: Marc Schütrumpf): Baschi, Bligg, Jan Delay, Julia Star, Lovebugs, Milow, Paloma Faith, Pixie Lott, Ritschi, Seven, Shakira, Stress
- 2010: (Hallenstadion, Zürich, Moderatoren: Simon Moser und Jonathan Schächter, TV Regie: Marc Schütrumpf): Adrian Stern, Alesha Dixon, Baschi, Bligg, Christophe Maé, Halunke, Hurts, James Blunt, Jason Derulo, One Republic, Remady & Manu-L, TinkaBelle
- 2011: (Hallenstadion, Zürich, Moderatoren: Simon Moser und Jonathan Schächter, TV Regie: Marc Schütrumpf): Baschi, Brooke Fraser, Culcha Candela, Ed Sheeran, Laura Pausini, Lenny Kravitz, Marlon Roudette, Pegasus, Snow Patrol, Stress, Sunrise Avenue, Tim Bendzko, Tatana, Taio Cruz
- 2012: (Hallenstadion, Zürich, Moderatoren: Stefan Büsser, Dominique Heller und Simon Moser, TV Regie: Marc Schütrumpf): 77 Bombay Street, Caligola, Cro, Loreen, Luca Hänni, Mic Donet, Mr. Da-Nos & Patrick Miller, Nelly Furtado, Olly Murs, Pegasus, Remady & Manu-L, Rita Ora, Seven, Söhne Mannheims, Stress, Bastian Baker, Noah Veraguth (Band: Pegasus) und M.A.M., Tacabro
- 2013: (Hallenstadion, Zürich, Moderatoren: Patrick Hässig, Dominique Heller und Simon Moser, TV Regie: Marc Schütrumpf): Alex Price, Baschi, Bastian Baker, Bligg, Ellie Goulding, Jan Oliver, Leona Lewis, Sido, Sportfreunde Stiller, Steff La Cheffe, Tinie Tempah und Yves Larock
- 2014: (Hallenstadion, Zürich, Moderatoren: Patrick Hässig, Dominique Heller und Simon Moser, TV Regie: Marc Schütrumpf): Olly Murs, Mark Forster, Stress, Lo & Leduc, Saint Motel, Baba Shrimps, Alle Farben, Dabu Fantastic, Adel Tawil, Milky Chance, Nicole Scherzinger und DJ Antoine
- 2015: (Hallenstadion, Zürich, Moderatoren: Patrick Hässig, Dominique Heller und Simon Moser, TV Regie: Marc Schütrumpf): Damian Lynn, Namika, Dodo, Bastian Baker, Zara Larsson, Baschi, Take That, Silbermond, Anna Naklab, Andreas Bourani, Bligg, Lost Frequencies und Cro
- 2016: (Hallenstadion, Zürich, Moderatoren: Patrick Hässig, Dominique Heller und Simon Moser, TV Regie: Yves Zosso): Wincent Weiss, Adrian Stern, Nickless, Mike Perry, LP, MoTrip, Little Mix, Remady & Manu-L, Olly Murs, Manillio, Nemo, Amy Macdonald, Felix Jaehn, Martin Garrix
- 2017: (Hallenstadion, Zürich, Moderatoren: Jonathan Schächter, Dominique Heller und Simon Moser und Fabienne Wernly): Nemo, Baba Shrimps, Alle Farben, Anne-Marie, Mark Forster, Sunrise Avenue, Ofenbach, Lo & Leduc, Anastacia, Remady & Manu-L, Jonas Blue, Luca Hänni, Alex Aiono, Jakub Ondra
- 2018: (Hallenstadion, Zürich, Moderatoren: Jonathan Schächter, Dominique Heller, Simon Moser, Fabienne Wernly, Pasquale Stramandino und Michel Schelker): Olly Murs, Revolverheld, Alice Merton, Stefanie Heinzmann, Stress, James Arthur, Clean Bandit, Baschi, Bastian Baker, Lost Frequencies, Sido, Marc Sway, ZID, Bligg
- 2019: (Hallenstadion, Zürich, Moderatoren: Simon Moser, Fabienne Wernly, Viola Tami, Pasquale Stramandino und Michel Schelker, TV Regie: Yves Zosso): The Script, Veronica Fusaro, Monet192, Benji & Fede, Welshly Arms, Mimiks & Xen, Alle Farben, Justin Jesso, Tim Bendzko, Tom Gregory, Emma Steinbakken, YouNotUS, Milky Chance, Lo & Leduc, Luca Hänni
- 2021 (Hallenstadion, Zürich, Moderatoren: Simon Moser, Fabienne Wernly, Viola Tami, Pasquale Stramandino und Michel Schelker, TV Regie: Yves Zosso):Musik: James Blunt, Stress, James Arthur, Zian, Joya Marleen, Hecht, Lost Frequencies, Lo & Leduc, Ray Dalton, Max Giesinger, Loco Escrito, Kungs
- 2022 (Hallenstadion, Zürich), Musik: Joya Marleen, Nina Chuba, Nico Santos, Kings Elliot, Lukas Graham, Mimi Webb, Loco Escrito, Stefanie Heinzmann, Lo & Leduc, Naomi Lareine, Sportfreunde Stiller, Adel Tawil, L Loko & Drini
- 2023 (St. Jakobshalle, Basel), Musik: Jenny Kaufmann, Picture This, Nickless, Rea Garvey, Gavin James, Sophie and the Giants, Bastian Baker, Baschi, Zian, Tom Gregory, Michael Schulte, DJ Moser und Schelker
- 2025 (Hallenstadion, Zürich), Musik: Abor & Tynna, Monet192, Remo Forrer, Luca Hänni, Zoë Më, Max Giesinger, Bastian Baker, Stefanie Heinzmann, Ella Henderson, Tom Gregory, Álvaro Soler, DJ Moser und Schelker, Zoe Wees, Steve Aoki